# عائلتي (مسلسل)
عائلتي، مسلسل كوميدي كويتي عرض في رمضان 2008 على قناة فنون، وكان من بطولة الفنان أحمد السلمان وإلهام الفضالة والأبناء عبد الله بوشهري وبدر الشعيبي وشجون الهاجري. ويتناول في كل حلقه ضيف من الفنانين منهم:
- جاسم النبهان.
- غازي حسين
- محمد الصيرفي
- عبد المحسن النمر
- شيماء سبت.
- شذى سبت.
- لطيفة المجرن.

## ملخص القصة
تدور أحداث المسلسل في قالب كوميدي من خلال المؤامرات التي يدبرها الصغار (ملاك وخالد وعلي) ضد بعضهم البعض أو ضد الكبار مما يؤدي إلى وقوعهم بالمشاكل على الدوام.